# どうぶつ宝島
『どうぶつ宝島』（どうぶつたからじま）は、1971年3月20日に公開された東映動画（現・東映アニメーション）製作の劇場用アニメ映画。78分。カラーワイド版。
キャッチコピーは「さあ、冒険まんがをみんなで見よう」「ワン、ニャー、ブーブー、チュウ、キーキー…いっぱいでてくるたのしいお友だち」。

## 概要
東映創立20周年記念作品。
原作はロバート・ルイス・スティーヴンソンの海洋冒険物語『宝島』であるが、登場人物が3人を除きすべて動物、宝探しに行くのがジムだけ、そしてヒロインを追加と、大幅に脚色されている。
アイデア構成に宮崎駿が関わっており、ブタのシルバー船長は『紅の豚』のポルコ・ロッソの元キャラとも言え、またヒロイン・キャシーは宮崎アニメのヒロイン像のルーツを垣間見せる。
なお、英文タイトルは原作と同じ "Treasure Island" であり、「どうぶつ」の部分が反映されていない。

## ストーリー
主人公ジムと、その親友・ネズミのグランは「ベンボー亭」の留守番をしていた。その深夜、ベンボー亭を訪れた一人の片足の男。
だれかに追われているらしい謎の客は、ジムにひとつの小箱を預ける。やがて現れた謎の追っ手は店の中を滅茶苦茶にしたあげく、その客を連れ去ってしまう。
ジムは箱の中身を見て驚いた。なんと、小箱の中に入っていたのは、大海賊フリント船長の財宝の隠し場所を描いた宝島の地図だったのである。早速、グランとともにパイオニア号（樽に小さなマストと帆がつき、蒸気機関や小型砲まで搭載した小さいながら本格的なもの）に乗って宝探しに出かける。しかし、途中でシルバー船長率いる海賊船（ポークソテー号）に捕まってしまう。
ジムたちは海賊島に連れていかれて奴隷商人に売られてしまい、小屋の中に押し込まれるが、そこには先客がいた。フリント船長の孫娘キャシーである。ジムとグランはなんとか奴隷商人の所から抜け出し、宝の地図を取り返すが、すぐにキャシーに取られてしまう。ジムはポークソテー号へ密航し、宝の地図を狙うシルバー船長、そしてシルバーと組んだキャシーと共に海賊島から脱出。
ジムとキャシー、そしてシルバー一味は呉越同舟となり、力を合わせて追っ手の装甲艦グラタン号を返り討ちにするが、ポークソテー号も深く傷つき、嵐にあって船は真っ二つ。ジムと皆はばらばらになってしまう。一夜明けると島に流れ着いたが、そここそ目的地宝島であった。
そして、宝の隠された山への尾根筋で、ジムと、キャシーを人質にしたシルバーの最後の戦いがはじまる。

## 登場キャラクター

### ジムと仲間たち
ジム
本編の主人公。「ベンボー亭」の留守番をしていたが、偶然フリント船長の宝の地図を入手した事から、グラン・バブと共に宝島へと旅立つ。
グラン
ジムの親友である、眼鏡を掛けた小ネズミ。
バブ
ジムの弟である赤ん坊。ジムの船「パイオニア号」に密航して同行する。好奇心が強い。
キャシー
海賊島の牢獄に拉致されたジム一行が出会った美少女。宝を隠して死んだフリント船長の孫娘にあたる。海賊の孫らしくとても気が強く、当初は事あるごとにジムと対立していたが、次第に優しい少女になっていく。

### 海賊
シルバー船長
海賊船「ポークソテー号」の船長である、ブタの大海賊。食欲旺盛でパワフルであり、見るからに残忍だが、どじも多い。左手は原作同様のカギ爪状の義手だが、足は原作とは異なり双方とも健在。
なお企画段階においては、ブタではなくネコであった。また、前年に出された立て看板とパンフレットにおいては、海賊帽が黒、上着が紫色になっていた（完成作ではどちらも赤）。
スパイダー
シルバーの右腕的な存在のサル。狡賢い性格で、仲間を平気で裏切る。最後にはシルバーも見捨てて宝を独り占めしようとするが、シルバーに殴られる。
オットー
シルバーの手下であるオットセイ。とぼけて気がいい。バブと仲良しになり、ジムたちに味方するようになる。
オッサン
シルバーの手下である犬。コック。料理番だが、緊急時には戦闘にも参加する。
ムッツリ
シルバーの手下であるゴリラ。口数が少ない。声優ではない山本直純が演じているため、出番も台詞も少ない。
カンカン
シルバーの手下であるカバ。おっとりとした性格だが、怒らせると狂暴化する。
男爵
シルバーの手下である片眼鏡をかけたオオカミ。お調子者。地図を横取りして海賊評議会に自分を売り込もうとする。

### その他
海賊会議議長
海賊会議の責任者。犬。まとまりのない海賊たちを銃で強制的に黙らせる。ジムに地図を奪い返され追跡するが、上手いこと撒かれてしまう。
船員
海賊会議の参加者。互いに憎まれ口を叩いてはすぐに喧嘩をするなど仲が悪い。

## キャスト
- ジム - 松島みのり
- グラン - 増山江威子
- キャシー - 天地総子
- シルバー - 小池朝雄
- オットー - 富田耕生
- オッサン - 高木均
- スパイダー - 田村錦人
- ムッツリ - 山本直純（特別出演）
- カンカン - 神山卓三
- 男爵 - 八奈見乗児
- 船員 - 柴田秀勝、北川国彦、田の中勇
- バブ - 千々松幸子
- 海賊会議議長 - 田の中勇[注 1]

## スタッフ
- 製作 - 大川博
- 企画 - 山梨稔、伊藤企義、飯島敬
- 原作 - ロバート・L・スチーブンソン
- 脚本 - 飯島敬、池田宏
- 演出 - 池田宏
- 作画監督 - 森康二
- 美術監督 - 土田勇
- アイデア構成 - 宮崎駿
- 音楽 - 山本直純
- 原画 - 小田部羊一、宮崎駿、奥山玲子、菊池貞雄、小田克也、大田朱美、金山通弘、阿部隆、木野達児、的場茂夫、角田紘一、彦根範夫、香西隆男
- 動画 - 生野徹太、山下恭子、堰合昇、笠井晴子、飯田銈一、円山智、冨永勤、金山圭子、長谷川玲子、斎藤瑛子、坂野勝子、森英樹、松原明徳、田村真也、黒沢隆夫、草間真之介、小林敏明、篠原征子、坂野隆雄、小川明弘、藤本芳弘、阿久津文雄、薄田嘉信、村松錦三郎、浅田清隆、堀池義治、正井融、池原昭治、服部照夫、石山毬緒、佐々木章、長沼寿美子、山田みよ
- 色彩設計 - 内川文広
- 背景 - 陶山尚治、山口俊和、海老沢一男、土屋婦美子
- タイトル構成 - 彦根範夫
- 演出助手 - 大谷恒清、小湊洋市
- トレース - 武田澄子、坂野園江
- 彩色 - 渡辺政江、古屋純子
- 特殊効果 - 平尾千秋、林富喜江
- ゼログラフィ - 高橋章、福岡秀起
- 仕上検査 - 小椋正豊、新納三郎
- 仕上進行 - 平賀豊彦
- 美術進行 - 鳥本武
- 撮影 - 平尾三喜、藤橋秀行
- 録音 - 神原広己
- 録音助手 - 池上信照
- 編集 - 古村均
- 編集助手 - 大八木康行
- 音響効果 - 大平紀義
- 記録 - 的場節代
- 製作進行 - 吉岡修
- 現像 - 東映化学

## 主題歌・挿入歌
全て、作詞：石井浩一／作曲：山本直純。
主題歌「ちっちゃい船だって」
歌 - ヤング・フレッシュ、メールハーモニー
ジム一行がパイオニア号で出発する場面と、エンディングで使用。オープニングではインストゥルメンタルを使用。
挿入歌「海賊のうた」
歌 - メールハーモニー
シルバー率いる海賊団が、商船を襲う場面で使用。映像では、この場面のみ黄色のフィルターを使用している。
挿入歌「夢をひろげよう」
歌 - 天地総子、松島みのり

## 映像ソフト

### LD
1990年代に東映ビデオから計3種のレーザーディスクが発売された（TE-D060、LSTD-01520、BEAL373）。本編や予告編の他、前年（時期不明）に公開された、グランが淀川長治の口調で内容の一部を紹介する「特報」も収録、この「特報」には前述のNG版シルバー船長が映っている。

### DVD
2002年7月21日、東映ビデオから本作を収録したDVDが発売された。LD同様に予告編・特報も収録。後に廉価バージョンも発売。『復刻！東映まんがまつり』バージョンは発売されていない。

## その他
予告編には、ジム一行の乗るパイオニア号の前にクジラが現れる場面があるが、本編では使用されなかった。
オープニングアニメーションはひこねのりおも担当している。
作品公開に先駆け、1971年1月から3月まで中日新聞に漫画版が13回にわたって連載された。

## 同時上映
- タイガーマスク 黒い魔神
- 魔法のマコちゃん
- キックの鬼
- のりものいろいろ

## ネット配信
- YouTube「東映シアターオンライン」で、2023年5月5日21:00から同年同月19日20:59まで無料配信が行われた。同チャンネルで東映系アニメ映画が配信されるのは、2022年12月の『サイボーグ009』（1965年版）、2023年1月の『白蛇伝』に続く。